# Moya (Cuenca)
Moya ist eine zentralspanische Gemeinde (municipio) mit 148 Einwohnern (Stand: 2024) im Norden der Provinz Cuenca in der Autonomen Region Kastilien-La Mancha. Die Gemeinde besteht aus den Ortschaften El Arrabal, Huertos de Moya, Pedro Izquierdo und Santo Domingo de Moya. Verwaltungssitz und Hauptort der Gemeinde ist Santo Domingo de Moya.

## Lage und Klima
Moya liegt auf der Westseite des Iberischen Gebirges in einer Höhe von ca. 1150 m. Die Provinzhauptstadt Cuenca befindet sich gut 75 Kilometer (Fahrtstrecke) westnordwestlich. Das Klima im Winter ist gemäßigt, im Sommer dagegen warm bis heiß. Regen fällt das ganze Jahr über.

## Bevölkerungsentwicklung
| Jahr      | 1970 | 1981 | 1991 | 2001 | 2011 | 2021 |
| Einwohner | 753  | 453  | 316  | 269  | 194  | 130  |

## Sehenswürdigkeiten
- Burgruine von Albacara
- Helenenkirche in Pedro Izquierdo
- Dominikuskirche in Santo Domingo de Moya

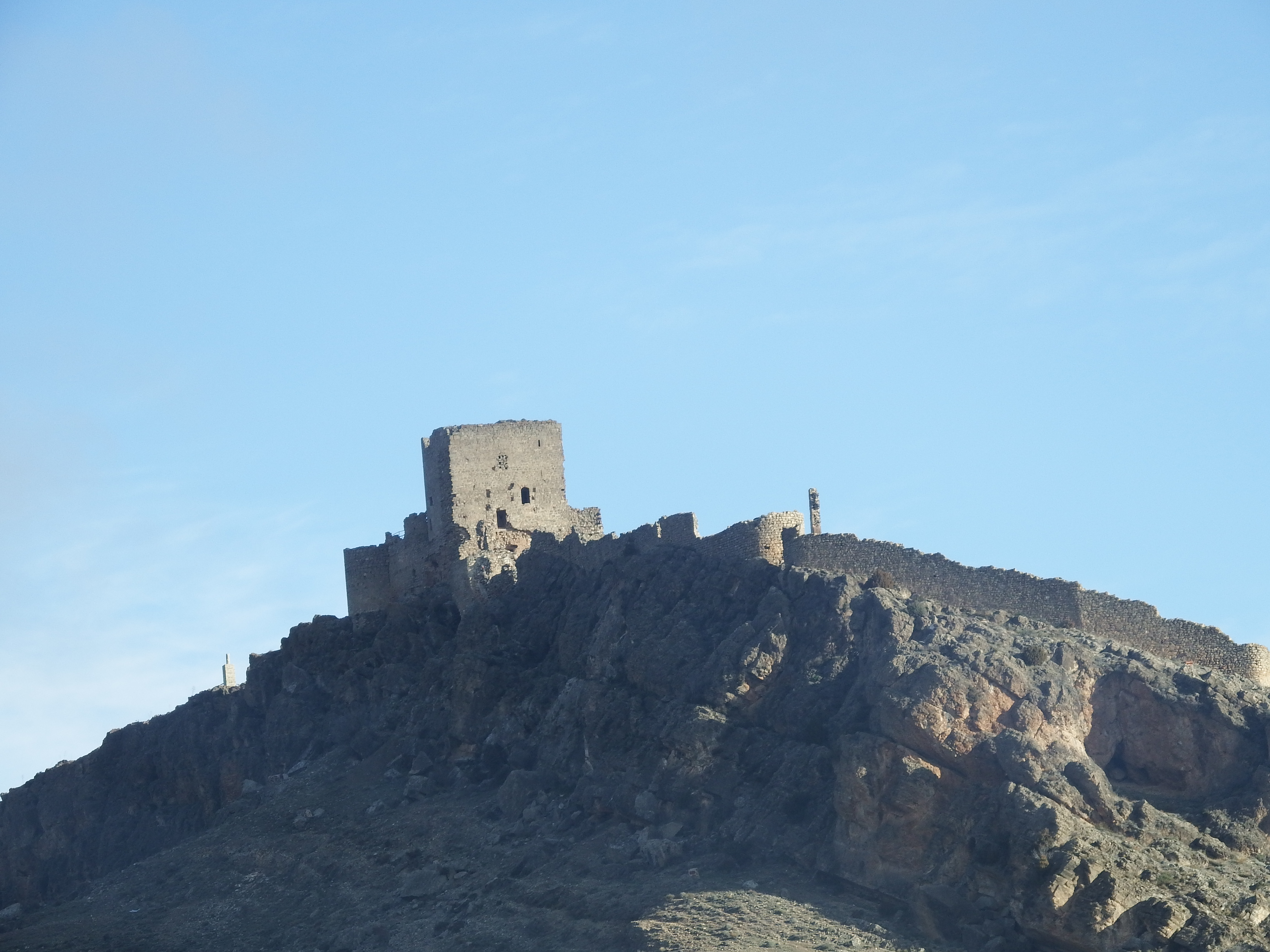
Burgruine
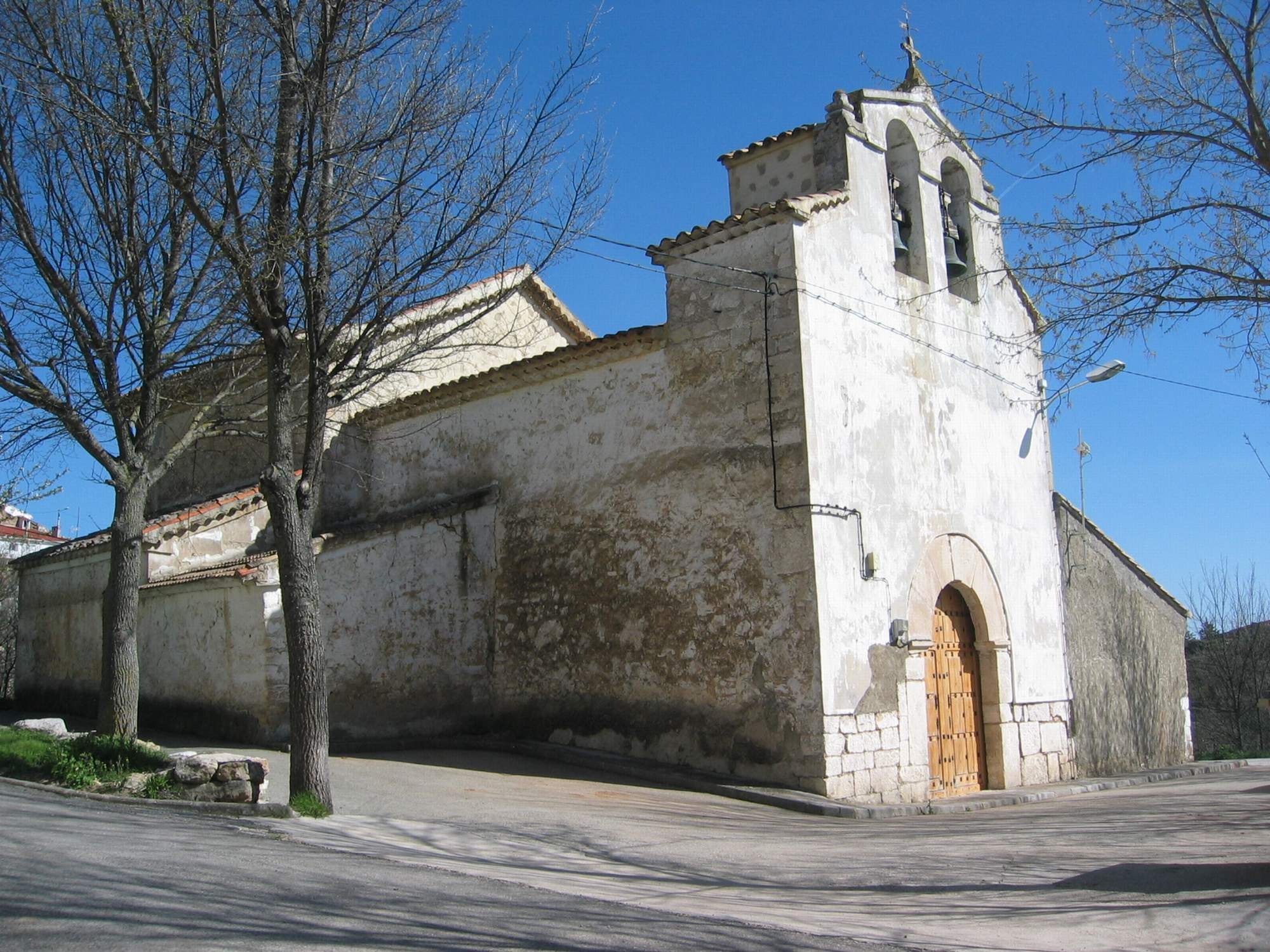
Helenenkirche
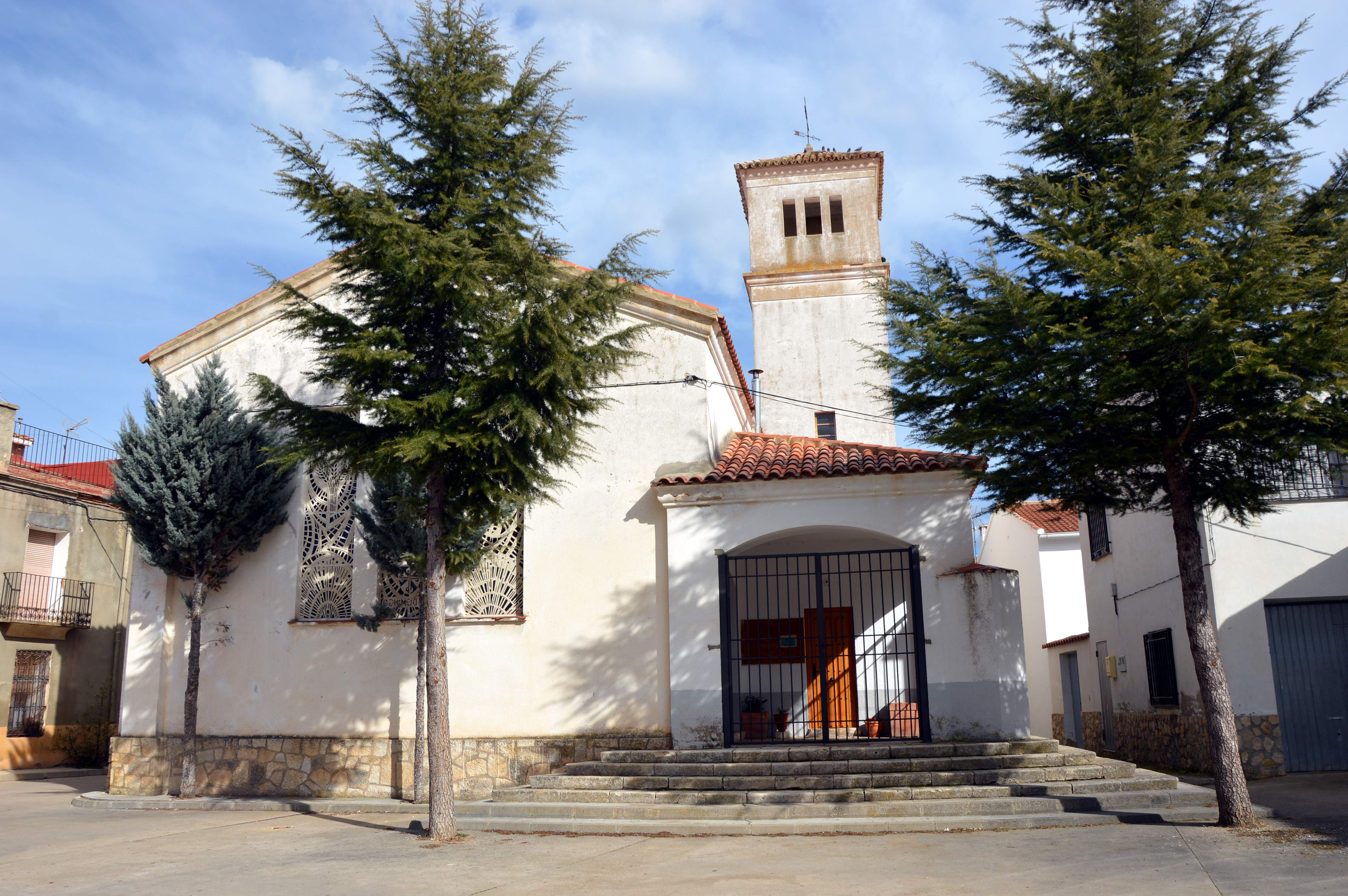
Dominikuskirche
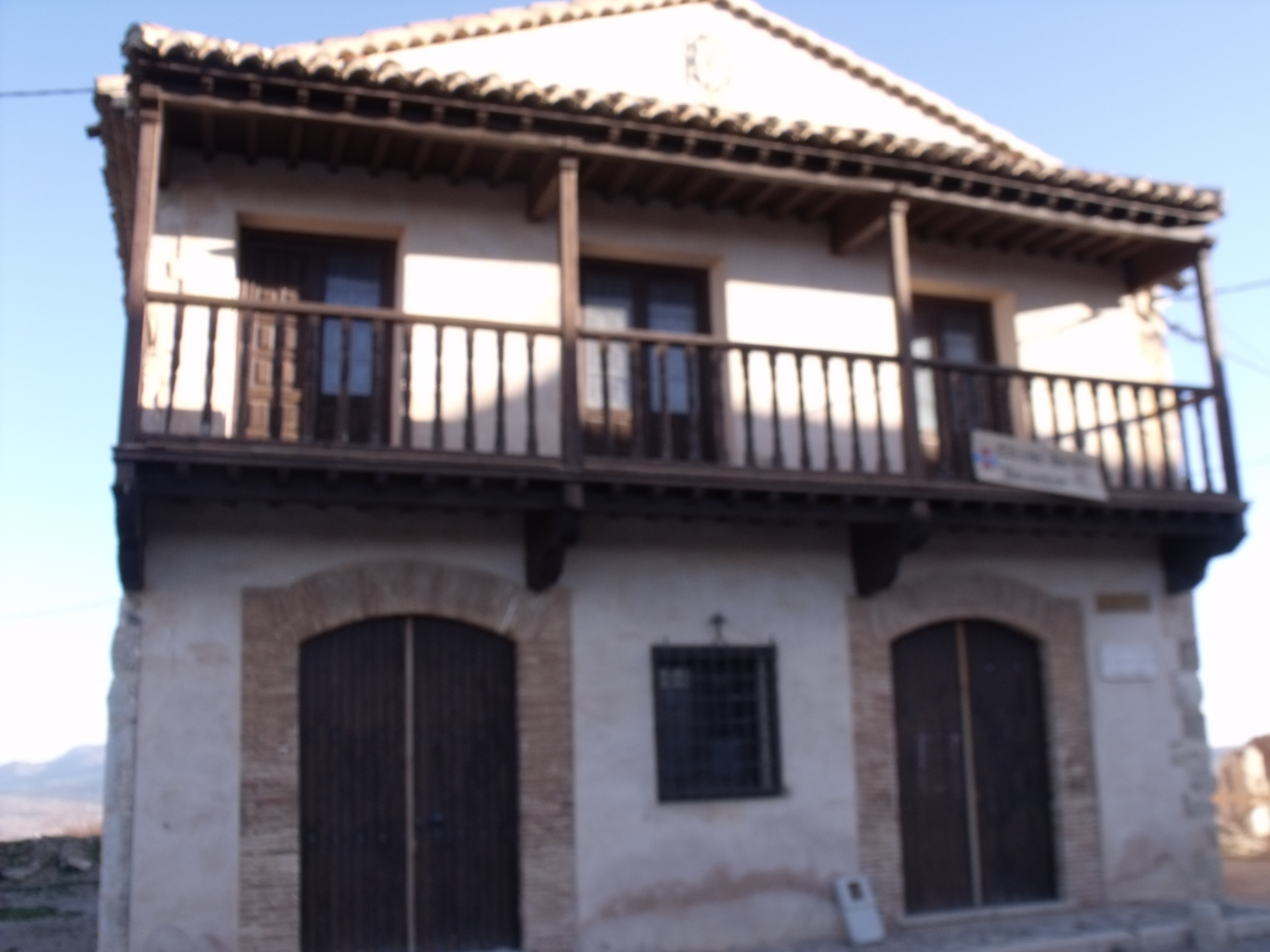
Altes Rathaus